# Hotel Vladimir
Hotel Vladimir je ubytovací zařízení v centru Ústí nad Labem.

## Historie
Stavba hotelu podle návrhu architektů Zdeňka Havlíka a Rudolfa Bergra byla dokončena v listopadu 1986. Kvůli stavbě byl stržen blok budov včetně restaurace Pražačka. Hotel byl pojmenován podle partnerského města Vladimir v Sovětském svazu. Ubytovací prostory v době otevření zahrnovaly 192 lůžek. Interiér byl vyzdoben uměleckými díly např. od ústeckého řezbáře Františka Čumpelíka. Projekt hotelu také zahrnoval vyhlídkovou kavárnu v osmém patře pro 70 návštěvníků a salonek Vladimir. Před budovou se nachází bronzová socha ženy vítající sovětské tanky. Autorem sochy je sochař Václav Kyselka.

## Galerie

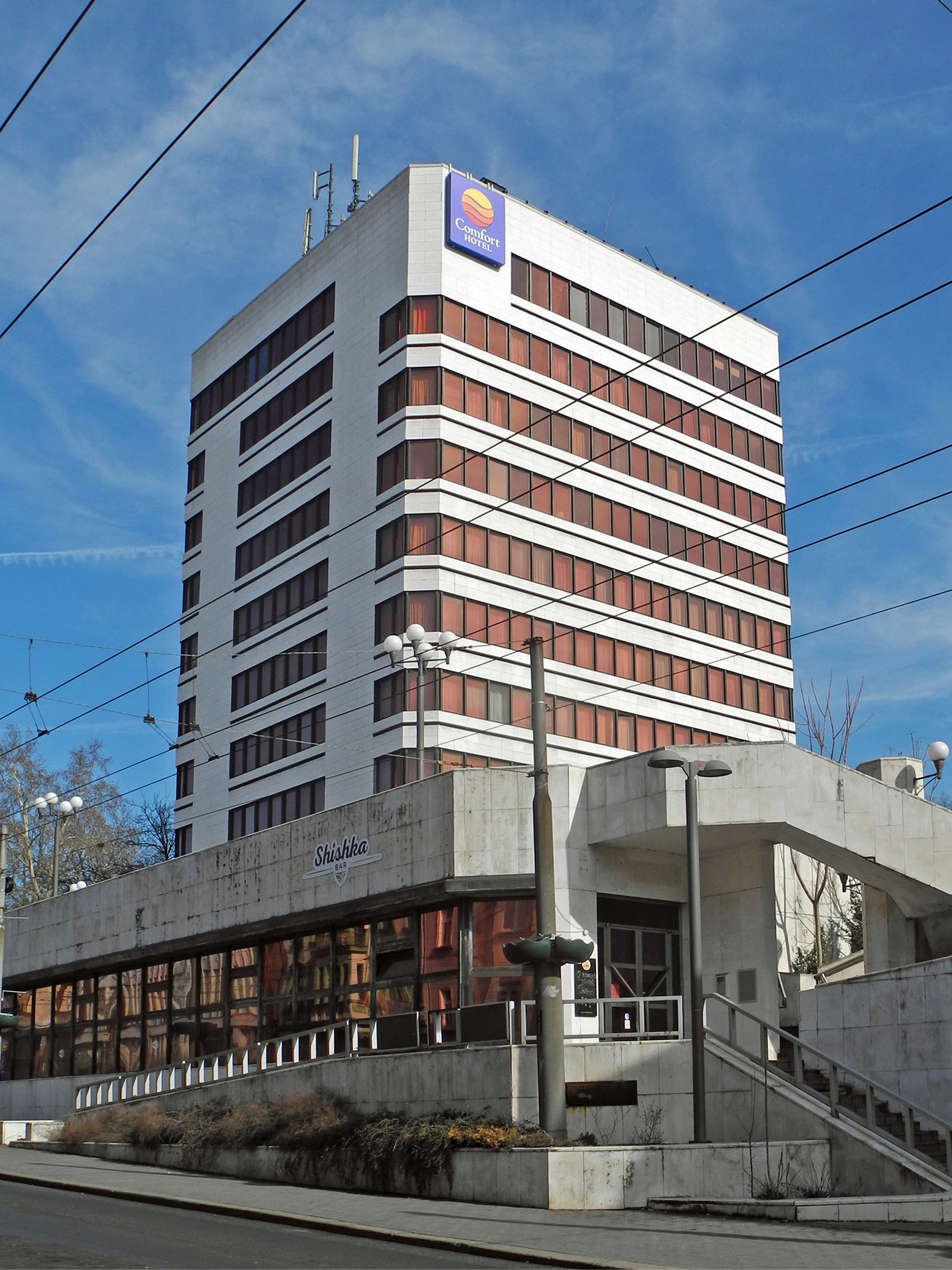
Umístění hotelu na konci centra obchodu a služeb
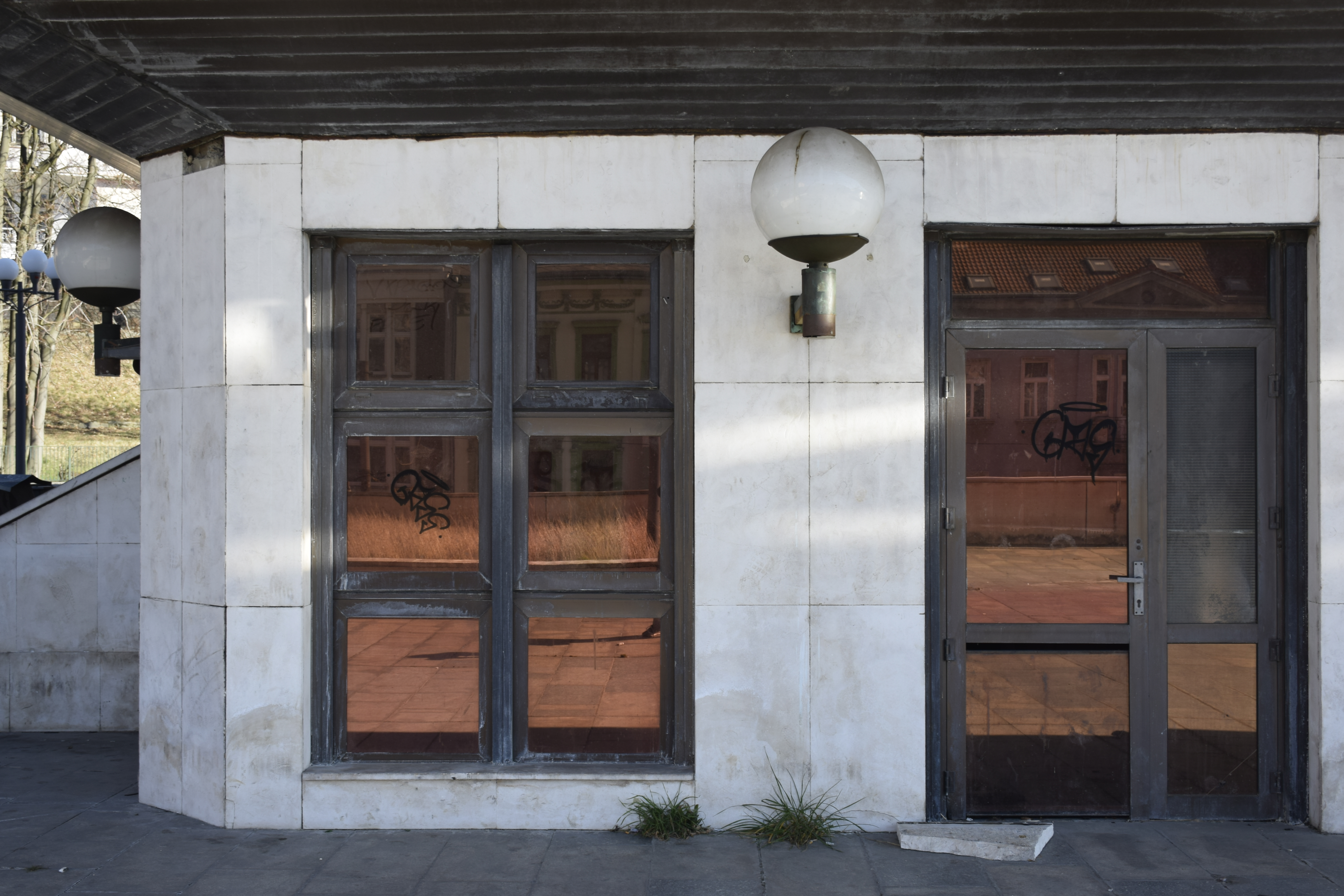
Svítidla a okno
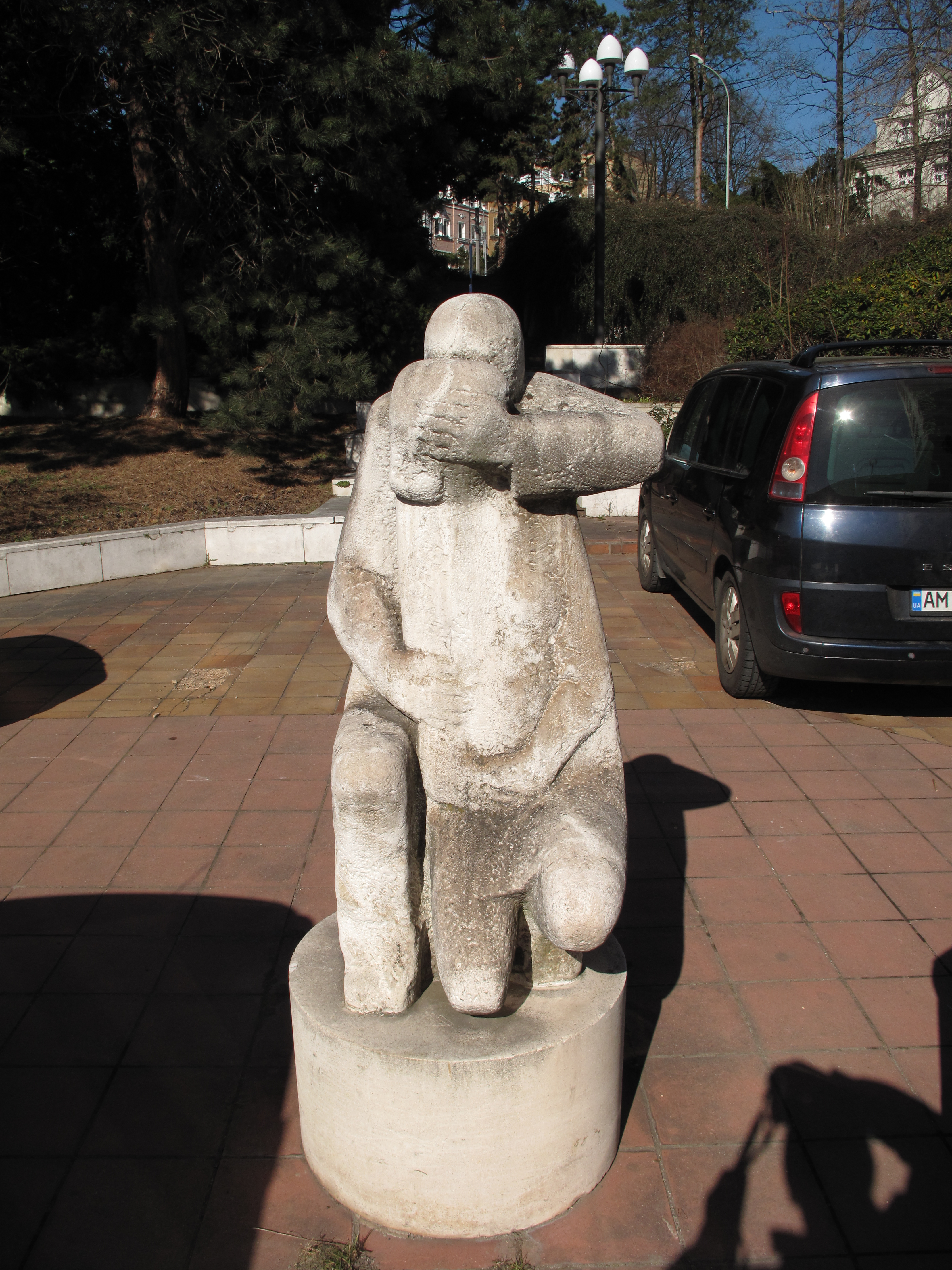
Socha od Michaela Bílka původně umístěná v atriu hotelu
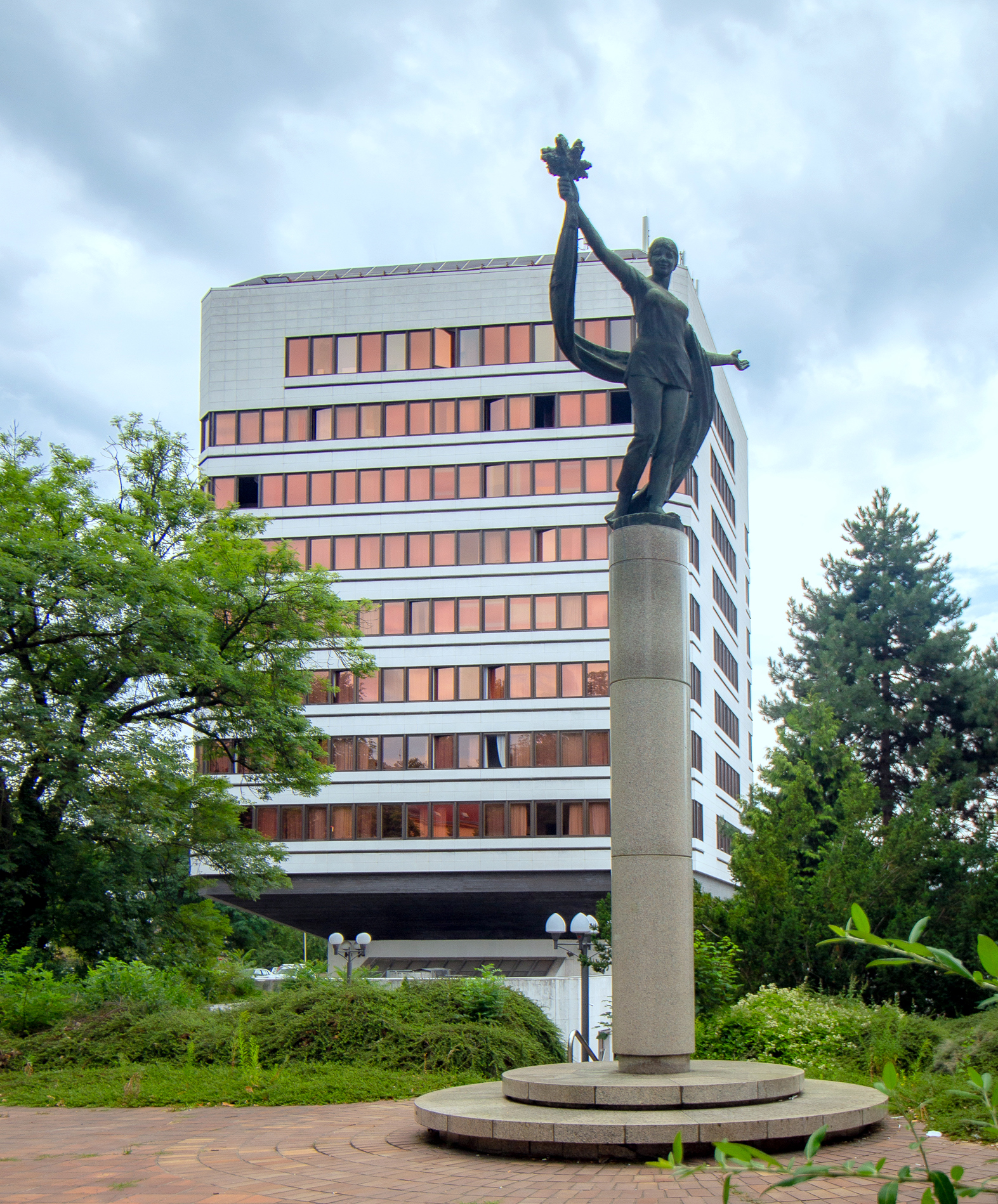
Plastika "Vítání" či "Družba" od Václava Kyselky před hotelem